# 人生、サイコー!
『人生、サイコー!』（じんせいサイコー、Delivery Man）は2013年のアメリカ合衆国のコメディ映画。監督はケン・スコット、主演はヴィンス・ヴォーンが務めた。本作は2011年に公開されたカナダ・フランス合作の映画『人生、ブラボー!』の英語版リメイクである。
本作は日本国内で劇場公開されなかったが、2015年2月18日にDVDが発売された。

## ストーリー
デヴィッド・ウォズニアックは父親（ミコワイ）が経営する肉屋で配達員として働いていた。彼には8万ドルの借金があり、借金取りから追われる身でもあった。デヴィッドの恋人、エマはニューヨーク市警の警察官で、彼の子供を妊娠していた。そんなある日、精子バンクの弁護士がデヴィッドを訪ねてきた。学生時代、デヴィッドはその精子バンクに693回も精子を提供し、2万5000ドル弱をその報酬として得ていたのである。弁護士から「手違いで、当院は貴方の精子を多くの女性に提供してしまい、その結果、貴方は533人の子供の父親になりました」と告げられ、デヴィッドは仰天した。ほどなくして、142人の女性がその精子バンクに集団訴訟を起こし、スターバック（デヴィッドが精子を提供する際に使用した偽名）の素性を明かすよう求めた。
困り果てたデヴィッドが弁護士の友人（ブレット）に助けを求めたところ、ブレットは情報開示を止めるための手続きに着手すると共に、デヴィッドの子供たちに関する情報をファイリングしてくれた。そのファイルに一応目を通した後、デヴィッドは自分の子供たちに会ってみたいという思いを抑えられなり、父親であることを伏せたまま、彼/彼女らに会いに行った。デヴィッドは自らが父親であると名乗り出ようととたが、その矢先、ミコワイが借金取りに襲撃されるという事件が発生した。「借金を返すことが最優先だ」と考えたデヴィッドは、精子バンクに賠償金の支払いを求める訴訟を起こして勝訴した。自分がスターバックであることを明かさないという条件の下、デヴィッドに20万ドルが支払われることになった。
しかし、デヴィッドは徐々に後ろめたさを感じるようになり、やはり名乗り出るべきなのではないかと思い悩んだ。しかし、もしそうすれば、20万ドルを返金しなければならなくなり、借金が返済できなくなってしまう。どうしようもなくなったデヴィッドがミコワイに事の真実を明かしたところ、ミコワイが借金を肩代わりしてくれることになった。ついに、デヴィッドは自身のFacebookで自らがスターバックであると名乗り出た。ほどなくして、エマが産気付いて病院に搬送された。病院で子供と対面したデヴィッドはエマにプロポーズした。その直後、エマの病室には、自分たちの父親と弟に会いたがる子供たちが続々と訪れ始めた。

## キャスト
※括弧内は日本語吹替
- デヴィッド・ウォズニアック - ヴィンス・ヴォーン（堀内賢雄）
- ブレット - クリス・プラット（落合弘治）
- エマ - コビー・スマルダーズ（本田貴子）
- ミコワイ・ウォズニアック - アンジェイ・ブルーメンフェルド（英語版）（勝部演之）
- ヴィクター - サイモン・デラニー（英語版）（金光宣明）
- アレクシー - ボビー・モイニハン（かぬか光明）
- アダム - デイヴ・パッテン（英語版）
- ヴィゴ - アダム・チャンラー＝ベラット（英語版）
- クリステン - ブリット・ロバートソン
- ジョシュ - ジャック・レイナー
- レイチェル - マディソン・マクグルー
- チャニング - マシュー・ダダリオ（吉野貴大）
- ターニャ - ジェシカ・ウィリアムズ
- ウィリアムズ - ダミアン・ヤング（英語版）
- 金融会社の社員 - リチャード・ポー（英語版）
- 集団訴訟の弁護士 - ブルース・アルトマン（英語版）
- 若い店員 - アレクサンダー・フローレス
- コーヒーショップの経営者 - グレン・フレシュラー
- ジェイ・レノ - 本人
- ビル・マー - 本人

## 製作
2012年5月8日、映画『人生、ブラボー!』がリメイクされることになり、ヴィンス・ヴォーンに出演オファーが出ているとの報道があった。9月11日、ブリット・ロバートソンがキャスト入りした。10月10日、本作のタイトルが『Delivery Man』に正式決定したと報じられた。同月、本作の主要撮影がニューヨークで始まった。2013年6月14日、ジョン・ブライオンが本作で使用される楽曲を手掛けることになったと報じられた。

## 公開・マーケティング
当初、本作は2013年10月4日に全米公開される予定だったが、後に公開日は同年11月22日に延期された。
2013年5月22日、本作のティーザー・トレイラーが公開された。7月2日、本作のオフィシャル・トレイラーが公開された。11月3日、本作がロサンゼルスでプレミア上映された。

## 興行収入
本作は『ハンガー・ゲーム2』と同じ週に封切られ、公開初週末に1370万ドルを稼ぎ出すと予想されていたが、実際の数字はそれを大きく下回るものとなった。2013年11月22日、本作は全米3036館で公開され、公開初週末に794万ドルを稼ぎ出し、週末興行収入ランキング初登場4位となった。

## 評価
本作に対する批評家の評価は伸び悩んでいる。映画批評集積サイトのRotten Tomatoesには145件のレビューがあり、批評家支持率は39%、平均点は10点満点で5.02点となっている。サイト側による批評家の見解の要約は「『人生、サイコー!』に魅力があるのは間違いないし、主演のヴィンス・ヴォーンにも大いに好感が持てる。しかし、『人生、ブラボー!』に比べると見劣りする。」となっている。また、Metacriticには33件のレビューがあり、44/100となっている。なお、本作のCinemaScoreはB+となっている。